# Detlef Helms

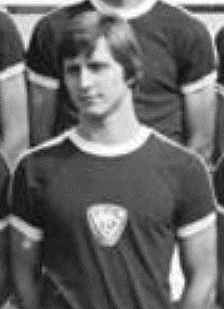
Detlef Helms im Trikot des BFC Dynamo (1978)

Detlef Helms (* 10. Oktober 1960) ist ein ehemaliger deutscher Fußballspieler. In der höchsten Spielklasse des DDR-Fußballs, der Oberliga, spielte er für den 1. FC Union Berlin und den BFC Dynamo. Mit dem BFC wurde er viermal DDR-Meister. Helms war DDR-Juniorennationalspieler.

## Sportliche Laufbahn
Helms’ fußballerische Entwicklung begann schon mit sechs Jahren, im Sommer 1967 bei der Ost-Berliner Sportgemeinschaft Blau-Weiß Mahlsdorf-Süd. Mit 14 Jahren wechselte er zur Jugendmannschaft des 1. FC Union Berlin. Beim 1. FC Union ging Helms mit einem Rekord in die Annalen ein. Am 26. Februar 1977 wurde er im Alter von 16 Jahren als jüngster Spieler des Klubs in der 1. Mannschaft eingesetzt. Im Oberligaspiel FC Karl-Marx-Stadt gegen den 1. FC Union (2:0) wurde er in der 76. Minute eingewechselt. Zweimal wurde er in der Saison 1976/77 noch als Einwechselspieler aufgeboten.
Zu Beginn der Saison 1977/78 wechselte der knapp 17-jährige Helms zum Stadtrivalen, dem Spitzenclub der Polizeisportvereinigung Dynamo, dem BFC Dynamo. Dort kam er als Mittelstürmer am 5. Spieltag zum ersten Mal in der Oberligamannschaft zum Einsatz, wurde aber in der 56. Minute wieder ausgewechselt. Bis zum Saisonende wurde er in weiteren fünf Oberligaspielen eingesetzt, entweder als Ein- oder Auswechselspieler. Auch für die Spielzeit 1978/79 wurde der 1,79 Meter große Helms wieder für die 1. Mannschaft nominiert, kam aber in der Oberliga nicht zum Einsatz. Obwohl in der Juniorennationalelf überaus erfolgreich, gelang es ihm nicht, beim BFC im Männerbereich Fuß zu fassen. Noch bis zur Saison 1980/81 gehörte er stets zum Oberligaaufgebot, wurde jedoch innerhalb von zwei Spielzeiten nur insgesamt zehnmal in der höchsten Liga aufgeboten. Seine beste Zeit hatte er 1979/80, als er bei sechs Einsätzen dreimal als Stürmer über die volle Distanz spielte und dreimal als Torschütze erfolgreich war. Zur Saison 1980/81 wurde Helms in jenes Team versetzt, das in der Nachwuchsoberliga spielte. Daneben kam Helms in der 1. Mannschaft bis zum Sommer 1983 noch zu vier Kurzeinsätzen in der Oberliga. Insgesamt spielte er für den BFC 20-mal in der Oberliga und gehörte mit seinen Kurzeinsätzen 1980, 1981, 1982 und 1984 zu den Meistermannschaften der jeweiligen Spielzeiten.
Als nach der Saison 1982/83 die Nachwuchsoberliga aufgelöst wurde, agierte er bei der BFC-Reserve, die sich 1983/84 die Ost-Berliner Bezirksmeisterschaft sicherte. So spielte Helms nach erfolgreich absolvierter Aufstiegsrunde mit dem BFC II im Spieljahr 1984/85 in der zweitklassigen Liga. Im Sommer 1985 schloss sich Helms dem Bezirksligisten BSG Chemie PCK Schwedt an. Ab 1988 beendete er bei der unterklassigen Ost-Berliner Betriebssportgemeinschaft Auto-Trans seine sportliche Laufbahn.

### Auswahleinsätze
Nach seinem Oberligaeinstand wurde das Union-Talent in den Kader der DDR-Juniorennationalelf aufgenommen, mit der er sein erstes Länderspiel am 3. April 1977 gegen Finnland (3:1) bestritt. Bis zum Mai 1979 kam er insgesamt in 39 Länderspielen der Juniorenauswahl zum Einsatz und eroberte sich dort schnell einen Stammplatz als Mittelstürmer. 21 Länderspieltore gehen auf sein Konto. Aus seinem Jahrgang 1977/79 war er der mit Abstand am häufigsten eingesetzte Spieler. Bei den Jugendwettkämpfen der Freundschaft vor heimischer Kulisse im August 1978 belegte er mit den DDR-Junioren den 2. Platz und war gemeinsam mit dem Ungarn Szelbert mit fünf Treffern der beste Torschütze des Turniers.